# Haledromia bicavernosa
Haledromia bicavernosa is een krabbensoort uit de familie van de Dromiidae. De wetenschappelijke naam van de soort is voor het eerst geldig gepubliceerd in 1886 door Zietz.